# Sahatsiho Ambohimanjaka
Sahatsiho Ambohimanjaka est une commune urbaine malgache située dans la partie est de la région d'Amoron'i Mania.

## Géographie
Sahatsiho Ambohimanjaka se situe environ 39 km au sud d'Antsirabe et 53 km au Nord de la ville d'Ambositra sur la route nationale n° 7.